# 바이코리아
바이코리아(buyKOREA)는 대한민국 기업들이 해외바이어를 대상으로 상품을 홍보하고 온라인으로 연결될 수 있도록 하는 코트라(KOTRA)의 수출지원 플랫폼이다.

## 주요기능 및 역할
- 수출홍보지원 - 해외무역관을 통한 홍보, Google 광고 등 수출희망상품 해외 소개
- 바잉오퍼(buying offer) 제공 - 일반 바이어가 자발적으로 등록하는 구매희망 정보 외에도 KOTRA 해외무역관을 통해 수집되는 해외바이어 바잉오퍼 수시 제공
- 온라인 신용카드 결제솔루션(KOPS) 제공 - 소액 거래의 경우 온라인으로 결재대금을 받으실 수 있도록 온라인 신용카드 결제솔루션 제공
- 물류 지원 - EMS 국제배송 할인혜택 등
- 온라인 상품관 운영을 통해 해외바이어와 화상상담 및 인콰이어리 수집을 지원